# Інал Бату
Інал Бату (тур. İnal Batu; 24 вересня 1936, Анкара — 5 серпня 2013, Стамбул) — турецький дипломат. Член Великих національних зборів Туреччини. Постійний представник Туреччини при Організації Об'єднаних Націй (1993—1995);

## Життєпис
Народився 24 вересня 1936 року в Анкарі. У 1960 році здобув ступінь із дипломатії та зовнішніх відносин на факультеті політичних наук Університету Анкари.
Інал Бату працював у різних турецьких дипломатичних місіях, включаючи Лефкошу, Прагу, Мехіко, Ісламабад, а також був послом в Італії. Він також був Постійний представник Туреччини при Організації Об'єднаних Націй з 1993 по 1995 рік. 
Після загальних виборів 2002 року він увійшов до парламенту як депутат провінції Хатай від Республіканської народної партії, працюючи до 2007 року.
Він був членом правління Fenerbahçe SK, а також був його віцепрезидентом.
Інал Бату помер від серцевої недостатності у віці 76 років 5 серпня 2013 року в стамбульській лікарні, де він лікувався два місяці. Після релігійної панахиди в мечеті Тешвікіє його поховали на цвинтарі Зінджирлікую. 